# Liste der Steinkreuze in Dresden
Die Liste enthält die Steinkreuze in der Landeshauptstadt Dresden.

## Erläuterungen zur Liste
- Stadtteil: Stadtteil oder Gemarkung
- Adresse: Straße und Hausnummer
- Alter: Jahr der Errichtung
- Beschreibung: Angaben zum Grund der Aufstellung (Sühnefall) bzw. Neuaufstellung

## Liste der Steinkreuze in Dresden
| Bild | Stadtteil                 | Adresse                                       | Alter   | Beschreibung |
| ---- | ------------------------- | --------------------------------------------- | ------- | --- |
|      | Altstadt II (Johannstadt) | Herkulesallee im Großen Garten (Lage)         |         | Lage zwischen Stübelallee und Herkulesallee, westlich der Fürstenallee |
|      | Altstadt II (Südvorstadt) | Lukasplatz (Lage)                             |         | Lage östlich der Lukaskirche |
|      | Eschdorf                  | Pirnaer Straße/Am Freigut (Lage)              |         | Lage, südlich der Straße, vor der Mauer des Freigutes |
|      | Gompitz                   | Ockerwitzer Allee (Lage)                      |         | Lage am nördlichen Ende des Ortes (Einfahrt zum letzten Gehöft) |
|      | Hellerberge               | Königsbrücker Straße/Moritzburger Weg (Lage)  | um 1402 | Jonaskreuz in Erinnerung an Jonas Daniel, der an dieser Stelle erschlagen wurde, als er zwei Kinder verteidigen wollte                                                                                 |
|      | Klotzsche                 | Altklotzsche 63a (Lage)                       |         | Steinkreuz an der Friedhofsmauer Altklotzsche |
|      | Leubnitz-Neuostra         | Altleubnitz (Lage)                            | 1525    | Steinkreuz „Obere Marter“, nahe der alten Thomas-Mann-Straße, als Strafe von einem Bauern errichtet, der seinen Nachbarn erschlagen hatte                                                              |
|      | Schönfeld                 | Borsbergstraße (Lage)                         |         | Steinkreuz, eingemauert in der östlichen äußeren Friedhofsmauer |
|      | Schönfeld                 | Borsbergstraße (Lage)                         |         | Steinkreuz, eingemauert in der östlichen äußeren Friedhofsmauer |
|      | Schullwitz                | Bühlauer Straße/Am Bahndamm (Lage)            |         | |
|      | Seidnitz                  | Bodenbacher Straße/Marienberger Straße (Lage) |         | |
|      | Tolkewitz                 | Wehlener Straße (Lage)                        |         | Mittelalterliches Sühnekreuz aus Sandstein – in der Größe - 126-128:92:23. – Napfförmige Ausformung – In der Vergangenheit wurde „1545“ aufgemalt – diese Zahl ist aber vermutlich nicht ursprünglich. |
|      | Weißig                    | Bautzner Landstraße (Lage)                    |         | nördlich der Bautzner Landstraße, an der Einmündung der Heinrich-Lange-Straße, dahinter zwei geschützte Stiel-Eichen                                                                                   |